# Tadarida aegyptiaca
Tadarida aegyptiaca é uma espécie de morcego da família Molossidae. Pode ser encontrada na África, e da península arábica até a Índia, Sri Lanka e Bangladesh.